# Ferdinand Ludwig von der Horst zu Cappeln
Ferdinand Ludwig Freiherr von der Horst zu Cappeln (* 9. Juli 1727; † 3. März 1799) war ein römisch-katholischer Geistlicher und Domherr in Münster.

## Leben
Ferdinand Ludwig Freiherr von der Horst zu Cappeln war der Sohn des Generalleutnants Maximilian Ferdinand Anton von der Horst und dessen Gemahlin Anna Sophia Wilhelmine von Lüninck. Sein Bruder Mauritz Karl war in den Jahren 1737 bis 1746 Domherr in Münster. Durch dessen Verzicht kam Ferdinand Ludwig in den Besitz dieser münsterschen Dompräbende. Im Jahre 1761 setzte er sich bei der Wahl des Fürstbischofs für den Kandidaten Droste zu Füchten ein. Er übte das Amt des Domkellnereiassessors aus, war Propst von St. Ludgeri in Münster und St. Remigius Borken. Er war auch Archidiakon in Winterswijk (Niederlande). Im Jahre 1780 wurde er zum Subdiakon geweiht.